# Enterprise (Kansas)
Enterprise – miasto położone w hrabstwie Dickinson.